# Филотей Дуни
Филотей (на албански: Filothei; на гръцки: Φιλόθεος) е албански православен духовник, епископ на Албанската православна църква.

## Биография
Роден е със светското име Фото Дуни (на албански: Foto Duni) или Фотиос Дунис (на гръцки: Φώτιος Ντούνης) в северноепирското гръцко село в Албания Дърми (на гръцки Дримадес). През септември 1952 година е ръкоположен за епископ на Корчанската епархия. Умира в 1963 година.